# Paul de Calkere
Paul de Calkere (tweede helft dertiende eeuw) was een burgemeester van Brugge.

## Levensloop
Paul de Calkere behoorde tot een familie van makelaars, ook al behoorde hij zelf niet tot de nering van de makelaars.
Hij behoorde tot het stadsbestuur. Hij was:
- schepen in 1273, 1275, 1283, 1285, 1287, 1289, 1291, 1293, 1298 en 1299;
- burgemeester van de schepenen in 1282, 1286, 1291, 1292, 1293, 1294 en 1295.

De Calkere trad in 1293 namens de stad op bij de aankoop door de stad van de tolrechten die tot dan aan de heren van Gistel behoorden.
In 1300 (tenzij het een zoon van hem was) was hij mede-organisator van een toernooi georganiseerd door het gezelschap van de Witte Beer.
Hij bezat grond in Aardenburg en in Vlissegem.

## Bron
- Dirk VANDENAUWEELE, Schepenbank en schepenen te Brugge (1127-1384). Bijdrage tot de studie van een gewone stedelijke rechts- en bestuursinstelling, met lijst van Wetsvernieuwingen van 1211 tot 1357, doctoraatsverhandeling (onuitgegeven), Katholieke Universiteit Leuven, 1977.